# أولاد يحيى (أولاد بوعبد السيد)
أولاد يحيى هو دُوَّار يقع بجماعة بوغريبة، إقليم بركان، جهة الشرق في المملكة المغربية. ينتمي الدوّار لمشيخة أولاد بوعبد السيد التي تضم 12 دوار. يقدر عدد سكانه بـ 299 نسمة حسب الإحصاء الرسمي للسكان والسكنى لسنة 2004.

## روابط خارجية
- البوابة الوطنية للجماعات الترابية
- المندوبية السامية للتخطيط